# Norwegische Badmintonmeisterschaft 2016
Die Norwegische Badmintonmeisterschaft 2016 fand vom 5. bis zum 7. Februar 2016 in Bygdø statt.

## Sieger und Platzierte
| Disziplin    | Gold                               | Silber                            | Bronze                                         |
| ------------ | ---------------------------------- | --------------------------------- | ---------------------------------------------- |
| Herreneinzel | Marius Myhre                       | Jim Ronny Andersen                | Peter Rønn Stensæth                            |
| Herreneinzel | Marius Myhre                       | Jim Ronny Andersen                | Torjus Flåtten                                 |
| Dameneinzel  | Vilde Espeseth                     | Marlene Wåland                    | Linn Lilian Stenrud                            |
| Dameneinzel  | Vilde Espeseth                     | Marlene Wåland                    | Elisa Wiborg                                   |
| Herrendoppel | Magnus Christensen Vegard Rikheim  | Marius Myhre Carl Christian Hem   | Carl Christian Mork Sturla Flåten Jørgensen    |
| Herrendoppel | Magnus Christensen Vegard Rikheim  | Marius Myhre Carl Christian Hem   | Steinar Klausen Erik Rundle                    |
| Damendoppel  | Anne Klyve Helene Håkonsen Søgaard | Vilde Espeseth Sophie Owen-Davies | Thea Kristina Johansen Randi Selle             |
| Damendoppel  | Anne Klyve Helene Håkonsen Søgaard | Vilde Espeseth Sophie Owen-Davies | Solvår S. Flåten Jørgensen Linn Lilian Stenrud |
| Mixed        | Jim Ronny Andersen Helene Abusdal  | Erik Rundle Sonja Wåland          | Fredrik Kristensen Natalie Syvertsen           |
| Mixed        | Jim Ronny Andersen Helene Abusdal  | Erik Rundle Sonja Wåland          | Hege Rikheim Jonas Christensen                 |